# Liste der Bodendenkmale in Karwitz
In der Liste der Bodendenkmale in Karwitz sind alle Bodendenkmale der niedersächsischen Gemeinde Karwitz aufgelistet. Die Quelle ist der Denkmalatlas Niedersachsen. Der Stand der Liste ist der 5. Juli 2024.

## Allgemein
In den Spalten finden sich folgende Informationen des Bodendenkmales :
- Lage        : geographische Koordinaten
- Bezeichnung : Bezeichnung lt. Denkmalatlas
- Beschreibung: Beschreibung lt. Denkmalatlas
- ID          : Objekt-ID
- Bild        : Bild, ggf. zusätzlich mit Link zu weiteren Fotos im Medienarchiv Wikimedia Commons.

## Karwitz
| Lage                        | Bezeichnung           | Beschreibung | ID                                                | Bild |
| --------------------------- | --------------------- | --- | ------------------------------------------------- | ---- |
| 53° 4′ 55″ N, 11° 1′ 20″ O  | Karwitz 11, Grabhügel | Annähernd rund; Dm. bis 8 m, H. ca. 0,8 m. Im Osten etwas angeschnitten. | 35808432                                          | BW   |
| 53° 4′ 53″ N, 11° 1′ 19″ O  | Karwitz 12, Grabhügel | Rund; Dm. 7 m, H. ca. 0,5 m. Tierbau. | 35808444                                          | BW   |
| 53° 4′ 46″ N, 10° 59′ 56″ O | Karwitz 13, Landwehr  | Wall mit nach Westen vorgelagertem Graben. In der Gmkg. Karwitz ursprünglich Strecke von knapp 2 km Länge. Im südlichen Bereich sind drei Teilstücke mit insgesamt rund 900 m Länge noch überwiegend gut erhalten: Wallbreite ca. 5 m, Wallhöhe 0,7 - 1,3 m, Grabenbreite etwa 3 m, Tiefe 0,8 - 1,2 m. Alle übrigen Abschnitte sind bis auf einen modern überprägten Rest des Landwehrgrabens im Norden abgetragen. Im Süden setzt sich die Anlage in der Gmkg. Thunpadel (FStNr. 19) fort. | 37687838 37687847/1/-/ 37587616 37687838 37687847 | BW   |
| 53° 4′ 25″ N, 11° 0′ 9″ O   | Karwitz 14, Grabhügel | Annähernd rund; Dm. ca. 11 m, H.ca. 1 m. Kuppenmulde. | 37687756                                          | BW   |

## Thunpadel
| Lage                        | Bezeichnung             | Beschreibung | ID       | Bild |
| --------------------------- | ----------------------- | --- | -------- | ---- |
| 53° 4′ 55″ N, 11° 1′ 20″ O  | Thunpadel 10, Grabhügel | Annähernd rund; Dm. ca. 6 m, H. bis 0,5 m. Am Süd-Rand etwas abgetragen. | 35808305 | BW   |
| 53° 4′ 55″ N, 11° 1′ 21″ O  | Thunpadel 11, Grabhügel | Rund; Dm. 10 m, H. ca. 0,8 m. Ebenmäßig gewölbt. | 35808317 | BW   |
| 53° 4′ 55″ N, 11° 1′ 22″ O  | Thunpadel 12, Grabhügel | Ehemals annähernd rund; Dm. ca. 9 m, H. ca. 0,6 m. Im Norden etwas abgetragen. | 35808336 | BW   |
| 53° 4′ 55″ N, 11° 1′ 22″ O  | Thunpadel 13, Grabhügel | Annähernd rund; Dm. ca. 10 m, H. ca. 0,5 m. Im Norden von einem Gartenweg etwas angeschnitten. | 35808348 | BW   |
| 53° 4′ 55″ N, 11° 1′ 23″ O  | Thunpadel 14, Grabhügel | Annähernd rund; Dm. ca. 9 m, H. ca. 0,5 m. Im Westen angeschnitten und im Hügelrandbereich größere eingesetzte Steine. | 35808367 | BW   |
| 53° 4′ 55″ N, 11° 1′ 24″ O  | Thunpadel 15, Grabhügel | Annähernd rund; Dm. ca. 6 m, H. bis 0,6 m. | 35808386 | BW   |
| 53° 4′ 55″ N, 11° 1′ 23″ O  | Thunpadel 16, Grabhügel | Ehemals annähernd rund; Dm. ca. 8 m, H. bis 0,6 m. Nord-Hälfte gut erhalten, Süd-Bereich stark überbaut. | 35808398 | BW   |
| 53° 4′ 56″ N, 11° 1′ 24″ O  | Thunpadel 17, Grabhügel | Annähernd rund; Dm. ca. 6 m, H. ca. 0,4 m. | 35808419 | BW   |
| 53° 4′ 13″ N, 10° 59′ 36″ O | Thunpadel 19, Landwehr  | Graben mit östlich vorgelagertem Wall über eine Strecke von ursprünglich gut 1,3 km auf der Grenze zwischen den Gemarkungen Thunpadel und Wibbese, der sich nach Norden in der Gemarkung Karwitz (FStNr. 13) fortsetzt. Erhalten sind auf ca. 1 km Länge drei Teilstücke: Grabenbreite bis 3 m, Tiefe bis 1 m, Wallbreite bis 5 m, Höhe bis 1 m, am Nord- und Südende verschliffen. Im mittleren Teilstück ist der Graben verwaschen und der Wall teilweise erniedrigt. Nördlich sowie südlich dieser drei Teilstücke ist die Landwehr weitgehend abgetragen und nur noch geringe Grabenreste erkennbar. | 37687782 | BW   |